# Julia Snell
Julia Snell (ur. 6 października 1963) – brytyjska narciarka, specjalistka narciarstwa dowolnego. Najlepszy wynik na mistrzostwach świata osiągnęła podczas mistrzostw w Oberjoch i mistrzostw w Lake Placid, gdzie zajęła 4. miejsce w balecie narciarskim. Zajęła również czwarte miejsce w tej samej konkurencji na igrzyskach olimpijskich w Albertville, jednakże balet był jedynie dyscypliną pokazową. Najlepsze wyniki w Pucharze Świata osiągnęła w sezonie 1992/1993, kiedy to zajęła 15. miejsce w klasyfikacji generalnej, a w klasyfikacji baletu była czwarta.
W 1993 r. zakończyła karierę.

## Osiągnięcia

### Mistrzostwa świata
| Miejsce | Dzień     | Rok  | Miejscowość | Konkurencja      | Zwycięzca   |
| ------- | --------- | ---- | ----------- | ---------------- | ----------- |
| 14.     | 6 lutego  | 1986 | Tignes      | Balet narciarski | Jan Bucher  |
| 4.      | 1 marca   | 1989 | Oberjoch    | Balet narciarski | Jan Bucher  |
| 4.      | 11 lutego | 1991 | Lake Placid | Balet narciarski | Ellen Breen |
| 5.      | 12 marca  | 1993 | Altenmarkt  | Balet narciarski | Ellen Breen |

### Puchar Świata

#### Miejsca w klasyfikacji generalnej
- sezon 1984/1985: 53.
- sezon 1985/1986: 52.
- sezon 1986/1987: 50.
- sezon 1987/1988: 29.
- sezon 1988/1989: 16.
- sezon 1989/1990: 34.
- sezon 1990/1991: 16.
- sezon 1991/1992: 18.
- sezon 1992/1993: 15.

#### Miejsca na podium
1. La Clusaz – 10 lutego 1989 (Balet) – 3. miejsce
2. Tignes – 8 grudnia 1989 (Balet) – 2. miejsce
3. Tignes – 5 grudnia 1991 (Balet) – 2. miejsce
4. Inawashiro – 28 lutego 1992 (Balet) – 3. miejsce
5. Madarao – 6 marca 1992 (Balet) – 1. miejsce
6. Piancavallo – 17 grudnia 1992 (Balet) – 3. miejsce
7. Whistler Blackcomb – 8 stycznia 1993 (Balet) – 3. miejsce
8. Lake Placid – 21 stycznia 1993 (Balet) – 2. miejsce
9. La Plagne – 23 lutego 1993 (Balet) – 2. miejsce
10. La Plagne – 23 lutego 1993 (Balet) – 3. miejsce
11. La Plagne – 24 lutego 1993 (Balet) – 3. miejsce
12. La Plagne – 24 lutego 1993 (Balet) – 3. miejsce

- W sumie 1 zwycięstwo, 4 drugie i 7 trzecich miejsc.